# 燈草和尚 (電影)
《聊齋三集之燈草和尚》（英語：Erotic Ghost Story III），是1992年上映的一部香港三级电影，根据古典名著《聊斋》中的第六篇《画壁》故事改编而成，由黎继明執導，陈宝莲、黄德斌主演。本片在故事上跟前作《聊齋艷譚續集：五通神》並無關連。

## 剧情
朱仲与未婚妻柳丝丝在经过一座古庙的时候认识了灯草和尚，两人一见如故，结为好友。古庙的壁画上有一个美女，朱仲见了神摇心醉，于是求助于灯草和尚，请他施法术帮助他得到画上的美女。灯草和尚施法让朱仲进入了画中，和画中的美女绮梦订下了感情。不过朱仲付出了代价，就是帮助绮梦背后的魔王诛杀了魔界守护神一甲元神，兔死狗烹，魔王决心除掉朱仲，被绮梦和妹妹春梦救出，魔王恼羞成怒，杀掉春梦，囚禁了绮梦。朱仲也负伤出了幻境，来到现实世界。朱仲和柳丝丝、灯草和尚商量，大伙一起再次进入画中，营救绮梦，三人合力，最终诛杀了魔王，不过柳丝丝也负伤而死，临死前将自己的身体赠予绮梦，帮助她还阳，使得他和朱仲可以在人世团圆。

## 演员
- 成奎安 出演 灯草和尚。法师与侠士。
- 黄德斌 出演 朱仲。柳丝丝的未婚夫，后和绮梦在一起。
- 陈宝莲 出演 绮梦。画中美女，春梦和玉梦的姐姐。
- 植敬雯 出演 柳丝丝。朱仲的未婚妻，后帮助朱仲营救绮梦大战魔王的时候负伤而殁。
- 大友梨奈出演 春梦。画中美女，绮梦的妹妹。
- 丹泽亚纪出演 玉梦。画中美女，绮梦的妹妹。